# Burmagomphus cauvericus
Burmagomphus cauvericus – gatunek ważki z rodziny gadziogłówkowatych (Gomphidae).